# Anne Kalähne
Anne Kalähne (genannt Anni) (* 10. Juni 1878 in Jena; † 24. Mai 1957 in Bremen) war eine deutsche Politikerin (DNVP) in Danzig.
Anne Kalähne war die Tochter des Mediävisten und deutschnationalen Berliner Geschichtsprofessors Dietrich Schäfer (1845–1929). In den 1890er Jahren bis zu ihrer Heirat arbeitete sie als seine Privatassistentin. Sie heiratete den Physiker Alfred Kalähne, der ab 1906 einen Lehrstuhl an der TH Danzig für Physik innehatte.
Anne Kalähne war die Begründerin der deutschnationalen Frauenbewegung in Westpreußen/Danzig. Sie war von 1920 bis 1933 Abgeordnete im Danziger Volkstag für die Deutschnationale Volkspartei (DNVP). Nach der Machtergreifung der Nationalsozialisten im Reich wurde sie 1933 als vermeintliche Unterstützerin verhaftet. 
1945 mussten die Eheleute Kalähne aus Danzig fliehen und zogen nach Schleswig-Holstein, wo Alfred Kalähne nach kurzer Zeit starb. Sie engagierte sich in der Frauenarbeit und im Bund der Danziger.

## Ehrungen
- Bundesverdienstkreuz am Bande (2. Dezember 1953)[1]